# Los Tarantos
Pour plus de détails, voir Fiche technique et Distribution.
Los Tarantos est un film espagnol de Francisco Rovira Beleta réalisé en 1963.

## Lieu de tournage
- Plage du Somorrostro de Barcelone
- Ancien quartier du Somorrostro de Barcelone

## Fiche technique
- Titre : Los Tarantos
- Réalisation : Francisco Rovira Beleta
- Scénario : Francisco Rovira Beleta d'après la pièce de théâtre La historia de los Tarantos d'Alfredo Mañas
- Musique : Andrés Batista, Fernando García Morcillo, Emilio Pujol et José Solá
- Photographie : Massimo Dallamano
- Montage : Emilio Rodríguez
- Production : José Gutiérrez Maesso (it) et Francisco Rovira Beleta
- Société de production : Tecisa et Films Rovira Beleta
- Pays :  Espagne
- Genre : Drame et romance
- Durée : 83 minutes
- Dates de sortie : 
  -  Espagne : 5 novembre 1963

## Distribution
- Carmen Amaya : Angustias
- Sara Lezana : Juana
- Daniel Martín : Rafael
- Antonio Gades : Mojigondo
- Antonio Prieto : Rosendo
- José Manuel Martín : Curro
- Margarita Lozano : Isabel
- Antonia Singla : Sole